# Stemonitis
Stemonitis, auf Deutsch auch manchmal Fadenstäublinge genannt, ist eine Gattung der Schleimpilze aus der Ordnung Stemonitida.

## Merkmale
Die Fruktifikationen sind gestielt und langgestreckt zylindrisch geformt. Sie wachsen dicht gedrängt oder gebündelt in Gruppen. Die häutige Unterlage (Hypothallus) ist membranartig und gut entwickelt. Sie befindet sich gemeinsam unter den einzelnen Fruchtkörpern. Der Stiel ist bei allen Arten vorhanden und hohl. Im durchfallenden Licht erscheint er rotbraun bis schwarzbraun. Er geht immer in die Columella über. Diese verläuft meist bis zur Spitze der Fruchtkörper, wo sie sich meist in das Capillitium verzweigt. Im durchfallenden Licht erscheint die Columella ebenfalls rotbraun bis schwarz.
Die Hülle Peridie verschwindet bei der Reife der Fruchtkörper und ist kaum zu beobachten. Das Capillitium entspringt von der gesamten Länge der Columella. Es bildet ein mehr oder weniger großmaschiges, dreidimensionales Netz und erscheint im durchfallenden Licht dunkel- bis hellbraun. An den Verzweigungspunkten laufen die Fasern oft breit ineinander über. An der Oberfläche geht das Capillitium in ein zweidimensionales Netz über.
Die Sporen erscheinen in Masse rostbraun oder dunkelbraun bis schwarz, im durchfallenden Licht violettbraun, graubraun, braun, rotbraun bis nahezu farblos. Das Plasmodium ist weiß, gelb oder grüngelb gefärbt.
Die Typusart ist das Dunkle Fadenkeulchen (Stemonitis fusca).

## Gattungsabgrenzung
Die Gattungen Stemonitopsis, Stemonaria und Comatricha sind mit Stemonitis nah verwandt. Letztere besitzt immer typisch hohle, homogene Stiele und ein vollständiges Oberflächennetz. Bei Stemonaria und Comatrichia ist keines sowie bei Stemonitopsis ein fragmentarisches Oberflächennetz vorhanden. Der Stiel ist bei Comatrichia und Stemonitopsis faserig, bei stemonaria meist homogen.

## Systematik
Die Gattung Stemonitis umfasst weltweit etwa 20 Arten. Für Mitteleuropa werden rund zehn Arten angegeben:
- Stemonitis axifera
- Stemonitis favoginea
- Stemonitis foliicola
- Stemonitis fusca
- Stemonitis herbatica
- Stemonitis laxifila
- Stemonitis lignicola
- Stemonitis pallida
- Stemonitis smithii
- Stemonitis splendens